# Lycée Bonaparte (Toulon)
Le lycée Bonaparte est un établissement du secondaire, basé dans le centre-ville de Toulon (Var).  Il accueille plus de 1 600 élèves répartis de la Seconde à la Terminale. Le lycée abrite également des BTS. 
Les locaux se composent du "nouveau bâtiment", construit en 1962, de l'ancienne caserne Gouyon-St-Cyr, construite sous l'ère napoléonienne, d'un réfectoire et d'un gymnase.
La proviseure actuelle du lycée est Mme Marie-France Morieux.

## Classements

### Enseignement Secondaire
En 2017, le lycée se classe 15e sur 26 au niveau départemental quant à la qualité d'enseignement, et 1037e au niveau national. Le classement s'établit sur trois critères : le taux de réussite au bac, la proportion d'élèves de première qui obtient le baccalauréat en ayant fait les deux dernières années de leur scolarité dans l'établissement, et la valeur ajoutée (calculée à partir de l'origine sociale des élèves, de leur âge et de leurs résultats au diplôme national du brevet).

### Sport - UNSS
- Équipe féminine championne de France UNSS Handball Catégorie Lycées en 2016[4]

## Liens Armée-Nation

### Jumelage avec le TCD Siroco (2003)
Le 21 juin 2003, une convention de partenariat est signée par le proviseur du Lycée Bonaparte de Toulon et le Commandant du TCD Siroco (L 9012), parrainée par l’association régionale "Var-Corse" (AR 20) de l'Institut des hautes études de défense nationale (IHEDN).

### Jumelage avec le PHA (ex BPC) Dixmude (2016)
Le PHA Dixmude est jumelé avec le Lycée Bonaparte depuis le 28 janvier 2016,,.